# Schloss Děčín

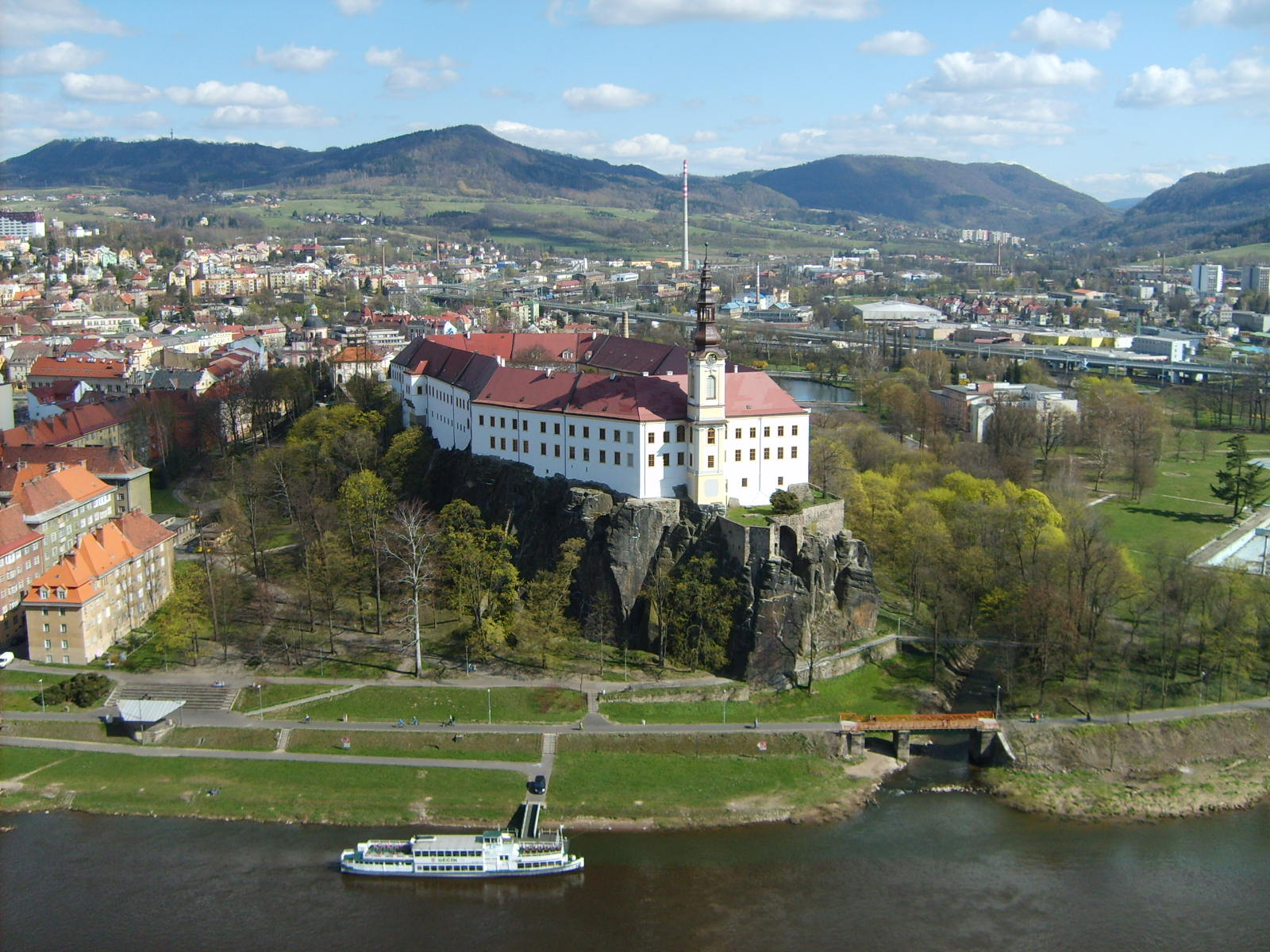
Blick auf das Schloss auf einem Felssporn über der Elbe

Das Schloss Děčín (deutsch Tetschner Schloss) befindet sich auf einem Felsriegel nahe der Elbe im Stadtgebiet von Děčín (Tetschen) in Tschechien.

## Geschichte
Das Schloss geht auf eine Ende des 10. Jahrhunderts von den Přemysliden erbaute Befestigung (1128 erwähnt) zur Kontrolle der Elbschifffahrt zurück. Im 13. Jahrhundert wurde der hölzerne Bau zu einer steinernen Burg umgebaut und erweitert. Die Bünaus bauten die Anlage im 16. Jahrhundert zu einem Renaissanceschloss um, mussten dieses aber nach dem Dreißigjährigen Krieg wegen ihres protestantischen Glaubens an die Familie von Thun verkaufen. Die von Thuns nutzten das Schloss bis 1932, verkauften es dann aus Geldgründen an den Staat und siedelten nach Jílové (Eulau) um.
Ab dem 13. September 1835 war der Komponist Frédéric Chopin für fünf Tage zu Gast auf dem Schloss. Eine bleibende Erinnerung an seinen Aufenthalt ist der Walzer As-Dur op. 34 Nr. 1, bekannt als „Tetschner Walzer“, den Chopin hier zum ersten Mal spielte und am 15. September der jungen Komtesse Josephine von Thun-Hohenstein mit einer Widmung versehen in deren Stammbuch schrieb. Sie war die Schwester des Diplomaten Friedrich von Thun und Hohenstein, mit dem Chopin am 18. September nach Dresden weiterreiste.
Vom 8. bis 10. Juni 1854 besuchte Kaiser Franz Joseph I. mit seiner jungvermählten Kaiserin Elisabeth auf ihrer ersten offiziellen Staatsreise durch Böhmen auch Tetschen und trafen sich auf dem Schloss mit den ebenfalls per Extrazug angereisten Königen Friedrich Wilhelm IV. von Preußen und Friedrich August II von Sachsen sowie dessen Gemahlin Königin Maria zum großen Staatsbankett. Zu Ehren der Kaiserin erhielt die damals noch im Bau befindliche Kettenbrücke über die Elbe später den Namen Kaiserin-Elisabeth-Brücke.
Ab 1934 nutzten tschechische Grenztruppen das Anwesen als Kaserne. Im Zweiten Weltkrieg diente es der deutschen Wehrmacht, nach Kriegsende zog erneut die tschechische Armee und nach dem Prager Frühling (1968) die Sowjetarmee hier ein und betrieb hier u. a. ein Lazarett. Durch die lange militärische Nutzung wurde die Bausubstanz schwer in Mitleidenschaft gezogen, nach dem Abzug der Sowjettruppen war so gut wie kein Fenster mehr heil. So diente beispielsweise die ehemalige Bibliothek als Sporthalle und auch vom einstigen Interieur war nichts mehr erhalten.
Nach dem Abzug der sowjetischen Truppen im Jahre 1991 ging das Schloss in das Eigentum der Stadt Děčín über. Seitdem wurden umfangreiche Renovierungsmaßnahmen durchgeführt, unter anderem wurde das Dach erneuert und die Fassade instand gesetzt. Teile des Schlosses können bereits wieder besichtigt werden. In einem Teil des Schlosses betreibt eine örtliche Behinderteneinrichtung ein Inklusions-Cafe.
Eine Besonderheit ist die Lange Fahrt („Dlouha jizda“), der 292 m lange und beidseitig mit einer Mauer umgebene Zugang zum Schloss. Die Mauern werden zum Schloss hin immer niedriger, so dass durch eine ähnliche optische Täuschung wie bei der potemkinschen Treppe in Odessa der Gang noch länger wirkt.
1670 wurde der Rosengarten neben der Langen Fahrt angelegt. Rosen werden dort allerdings erst seit 1881 gezüchtet. Der Park dient im Sommer als Veranstaltungsort für Konzerte.
Das Schloss kann gegen Eintritt besichtigt werden. Es zählte im Jahr 2018 etwa 63 000 Besucher, davon stammte ein Viertel aus Deutschland.

## Bildergalerie

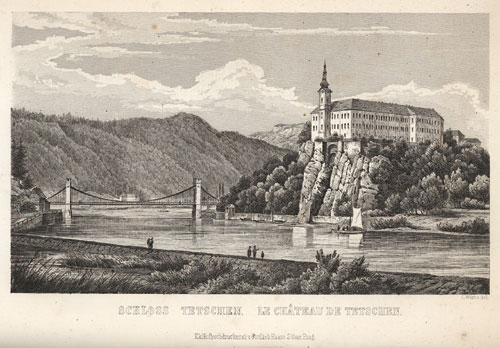
Historische Ansicht von 1855
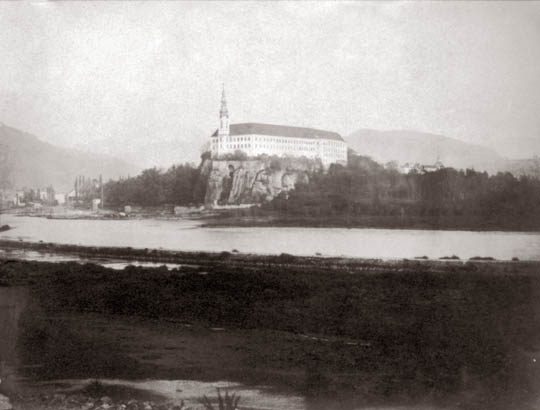
Fotografie von Hermann Krone aus dem Jahr 1853
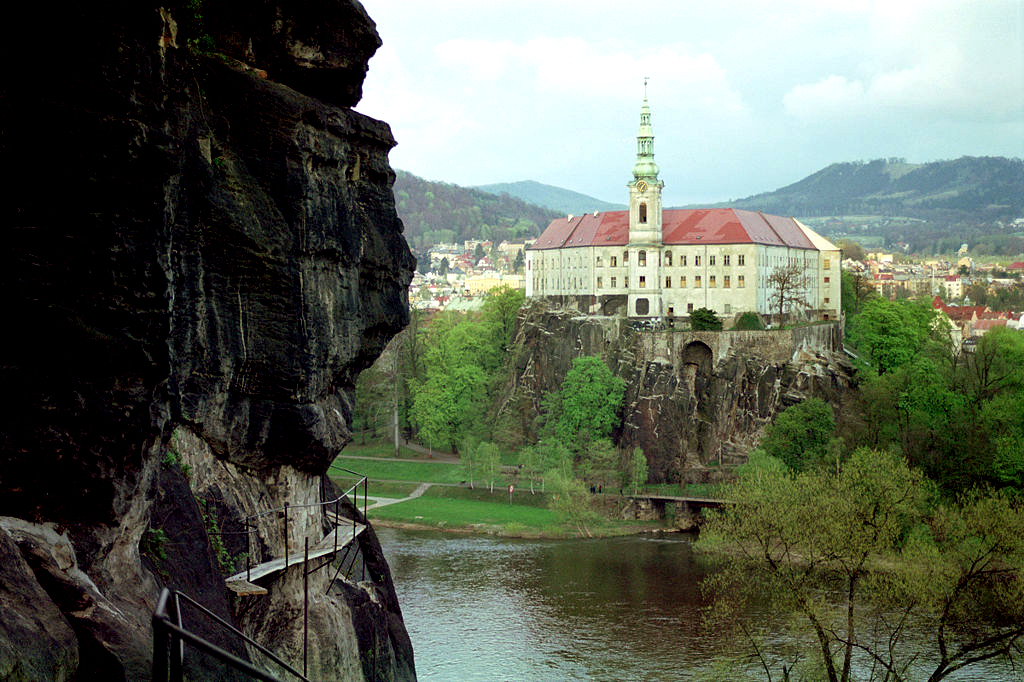
Blick von der Schäferwand zum Schloss (2002)
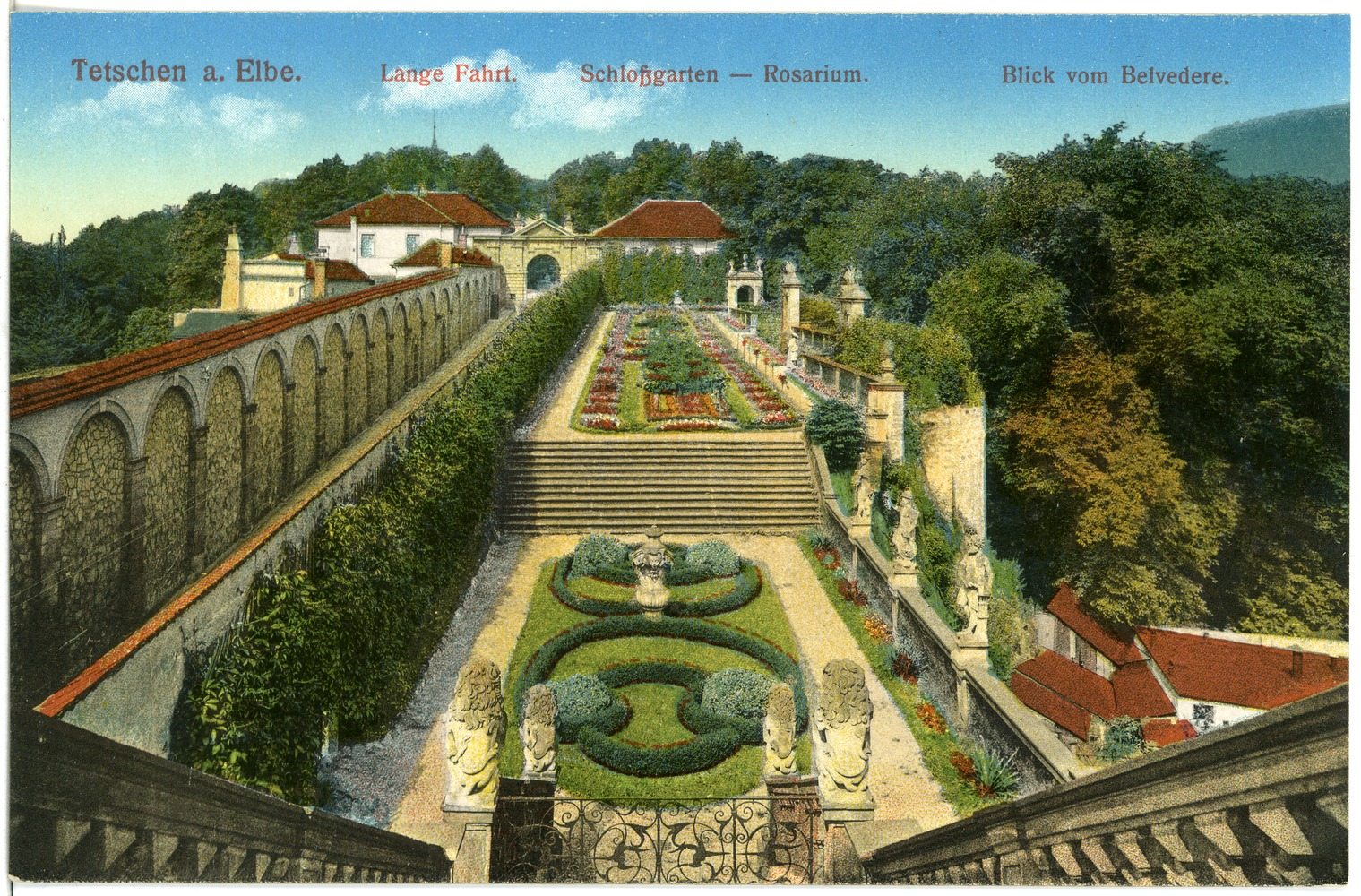
Blick über den Rosengarten zum Schloss, links die „Lange Fahrt“ („Dlouha jizda“), der Zugang zum Schloss (1914)
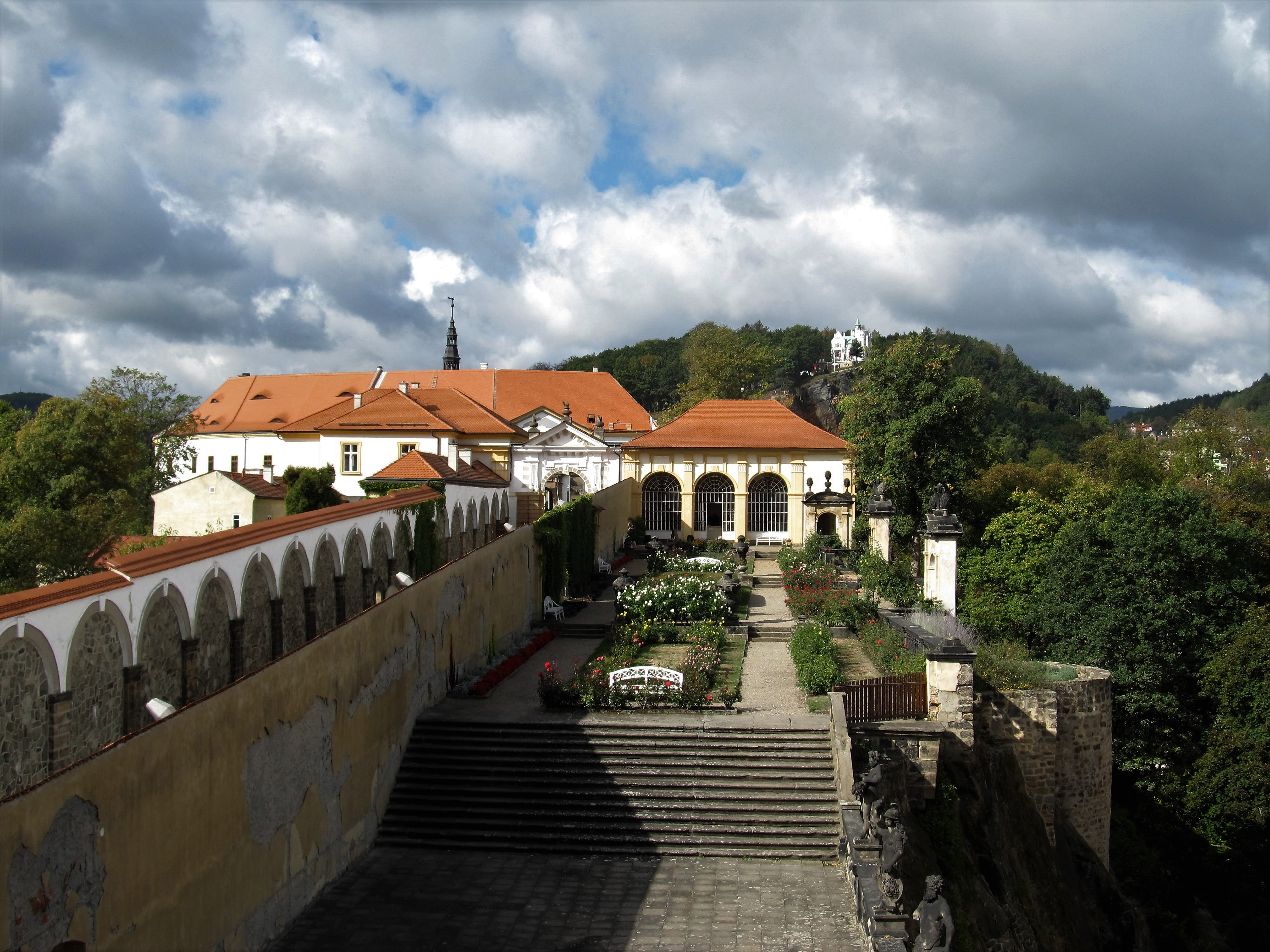
Blick über den Rosengarten zum Schloss, links die „Lange Fahrt“ („Dlouha jizda“), der Zugang zum Schloss, rechts hinten die Schäferwand (2018)
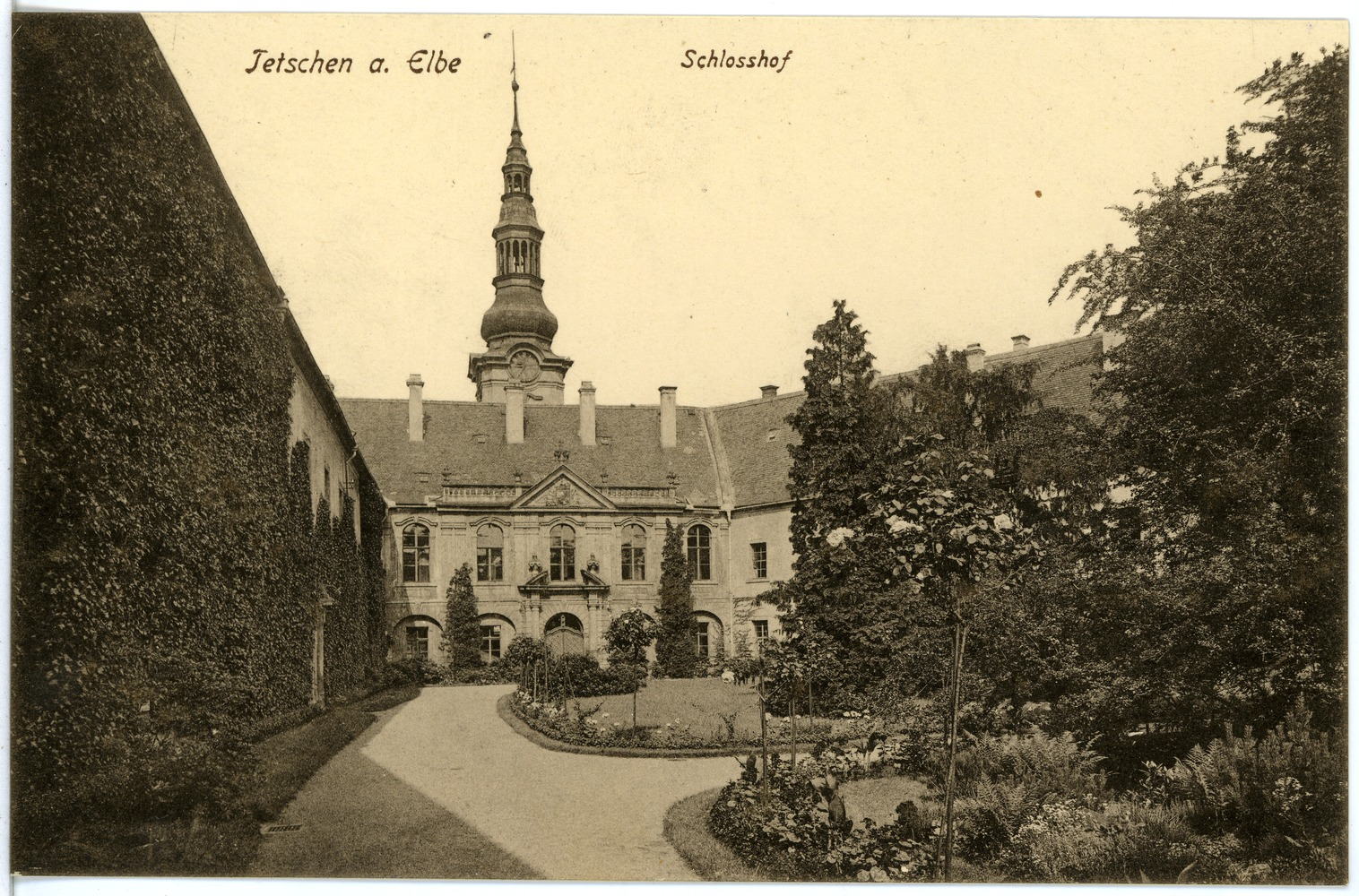
Innenhof des Schlosses (1914)
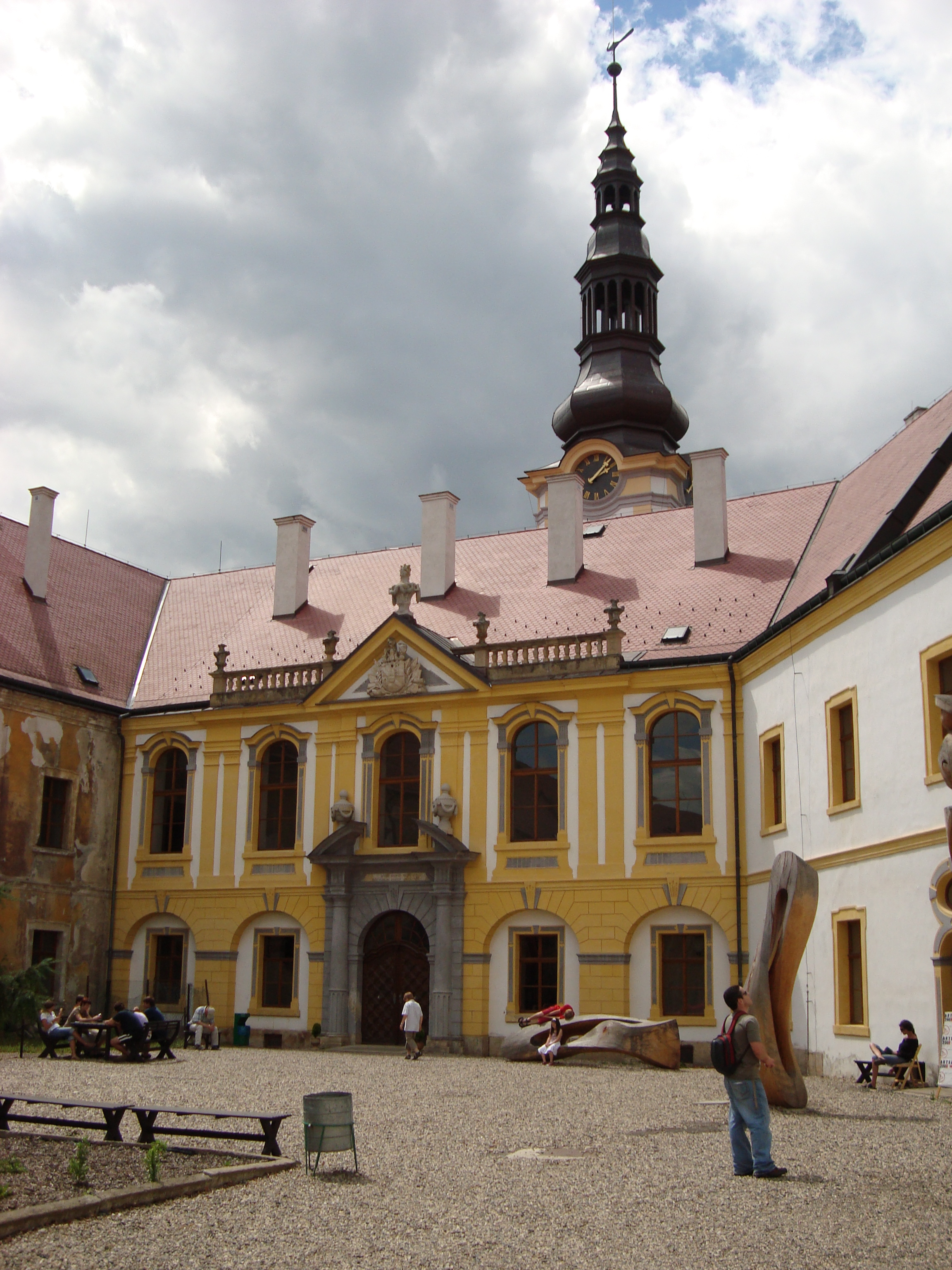
Innenhof des Schlosses (2008)
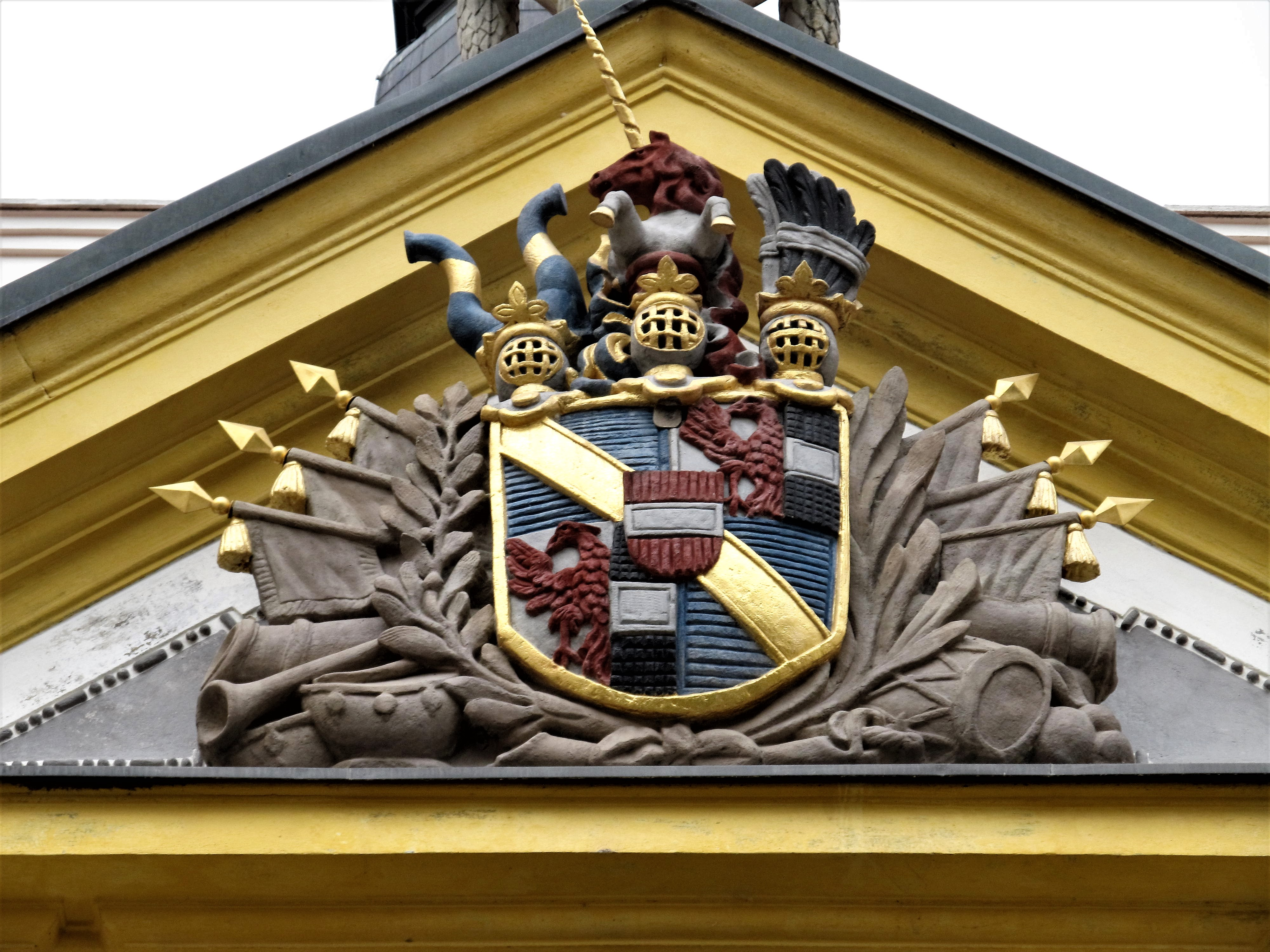
Wappen der Familie Thun-Hohenstein im Innenhof des Schlosses (2018)